# Kompenzacijska spojka
Kompenzacijska spojka je torzijski (uvijanje) kruta spojka koja se upotrebljava kada pri prijenosu okretnoga momenta s jednoga vratila na drugo njihove osi nisu suosne. U grupu kompenzacijskih spojki može se ubrojiti i zglobna spojka koja prenosi okretni moment vratilima koja međusobno zatvaraju kut koji se u toku pogona može mijenjati. Kompenzacijske spojke kompenziraju poprećne (radijalne), uzdužne (aksijalne) ili kutne pomake.
Kompenzacijske spojke su neophodne tamo gdje se očekuju netočnosti u ugradnji (montaži) ili pomaci u toku rada (ako su pogonski i radni stroj ugrađuju na odvojenim temeljima, odnosno ako su pomaci osovina svojstveni za njihovu funkciju – vozila, alatni strojevi i slično) Neke od kompenzacijskih spojki su: 
- kandžasta spojka,
- Oldhamova spojka,
- Schmidtova spojka,
- zupčasta spojka,
- Hookeov zglob (kardanski zglob),
- kardansko vratilo,
- kompenzacijska spojka s čeličnim lamelama,
- kompenzacijska spojka s gumenim lamelama.

Uzdužno pokretljive spojke ili dilatacijske spojke upotrebljavaju se za neelastično spajanje tamo gdje je potrebno kompenzirati toplinska istezanja (dilataciju), koja se javljaju pod utjecajem pogonskih temperatura, naročito kod duljih vratila, ili kod vratila elektromotora koja su izložena uzdužnim (aksijalnim) oscilacijama. Ove spojke sprečavaju znatnija naprezanja vratila na savijanje i preopterećivanje ležaja, koja su posljedica toplinskog istezanja. Najpoznatije dilatacijske spojke jesu jednozubne, kandžaste i zupčaste. 
Poprečnopokretljive i kutnopokretljive neelastične spojke upotrebljavaju se za neelastično spajanje vratila u slučajevima kada uzdužna (radijalna) i kutna pomicanja dvaju vratila (s obzirom na njihove središnjice) predstavljaju specifičnost pogona. Spojke za prenošenje momenta vrtnje uz kutne pomake vratila jednoga prema drugome poznate su pod nazivima kutnopokretljive, zglobne ili kardanske spojke.
Kutnopokretljive spojke dijelovi su za kardanski prijenos. Najprije su se upotrebljavale samo za spojeve osovina i vratila u automobilskim vozilima. Odatle se njihova primjena proširila na široko područje strojarstva (poljoprivredni, parni i valjaonički strojevi, brodovi, dizalice, strojevi za preradu plastičnih masa i drugo). 
Kutnopokretljive i uzdužnopokretljive spojke; među ovim spojkama najpoznatije su membranske spojke.

## Kompenzacijska spojka s čeličnim lamelama
Kompenzacijska spojka s čeličnim lamelama omogućavaju kutne pomake, uzdužne i poprečne pomake. Pomaci su popraćeni malim silama reakcije jer prilikom pomaka nastaju elastične deformacije lamele. Torzijska krutost im je velika. Mogu biti idealna zamjena za zupčaste spojke s lučnim zubima. Primjenjuju se u robotici, kod ventilatora, generatora, mlinova, strojeva za pakiranje i tako dalje. 
Postoji više vrsti kompenzacijskih spojki s čeličnim lamelama. Prema obliku glavine razlikujemo spojke bez prirubnica i s prirubnicama, a prema broju lamela razlikujemo jednolamelne i dvolamelne spojke. Dvolamelne spojke imaju međuelement koji može biti ploča, odstojnik ili međuvratilo. Kod spojki s prirubnicama je sve isto kao i kod spojki bez prirubnica, jedina razlika je to što spojke s prirubnicama imaju prirubnice. Za spajanje vratila i glavine najčešće se koriste glavine s utorom za uložno pero, te se često učvršćuju na vratilo primjenom vijka koji pritišće pero. Mogu se koristiti i glavine sa stožastim prstenom. 

### Kompenzacijska spojka s gumenim lamelama
Kompenzacijske spojke s gumenim lamelama omogućavaju kutne pomake, uzdužne i poprečne pomake u većem iznosu nego kompenzacijske spojke s čeličnim lamelama, ali imaju manju torzijsku krutost nego spojke s čeličnim lamelama. Postoji više izvedbi kompenzacijskih spojki s gumenim lamelama. Razlikujemo standardnu i pojačanu konstrukciju. Kod pojačane konstrukcije se lamele ugrađuju po dvije u paru, čime se povećava nosivost i krutost spojke. Lamele se izrađuju od gume, odnosno plastičnih masa. Glavine spojke su uglavnom jednake glavinama koje se koriste kod spojki s čeličnim lamelama.